# Cand.rer.soc.
Cand.rer.soc. (latin: candiˈdata/candiˈdatus ˈrerum sociˈalium), kandidat i socialvidenskab.
Uddannelsen som kandidat i socialvidenskab blev udbudt ved Odense Universitet (nu en del af SDU). På uddannelsen blev der udbudt en bred vifte af politologiske, sociologiske, økonomiske og forvaltningsorienterede fag. Flere kandidater fik ansættelse i amtslige og kommunale forvaltninger.
Uddannelsen er nu nedlagt. Sidste optag skete 1986.